# Télamo
Télamo ou Télamon (também grafado Telamão) na mitologia grega, foi um rei de Salamina, filho de Éaco e Endeis. Com Periboea, foi pai de Ájax e, com Hesíone, foi pai de Teucro.

## Família
Éaco e Endeis foram os pais de Peleu e Télamo Uma versão discordante é mencionada por Pseudo-Apolodoro: segundo Ferecides de Leros, Télamo não seria filho de Éaco e Endeis, mas um amigo de Peleu. Por esta versão, Cicreu era o pai de Glauce, e Glauce e Acteu eram os pais de Télamo.
Éaco era filho de Zeus e a ninfa Egina, e tornou-se rei da ilha Egina.
Endeis poderia ser filha de Sciron, um ladrão que atuava em Mégara e foi morto por Teseu; Plutarco, porém, menciona um mito de Mégara no qual Sciron é o heroi e Teseu o vilão. A mãe de Endeis é chamada de Chariclo. No texto atribuído a Higino, o pai de Endeis é o centauro Quirão.
Éaco teve um filho com Psâmate, filha de Nereu, chamado de Foco.

## Assassinato de Foco e exílio
Peleu e Télamo, para agradar sua mãe, planejaram assassinar Foco, de forma que parecesse um acidente: durante o pentatlo, Peleu fingiu errar, e atingiu Foco com uma pedra. Peleu e Télamo foram exilados depois disso.

## Rei de Salamina
Télamo se refugiou na corte de Cicreu após a morte de Foco, e quando Cicreu morreu sem filhos, Télamo tornou-se rei de Salamina.
Segundo Diodoro Sículo, Télamo, ao fugir de Egina, refugiou-se em Salamina, casou-se com Glauce, filha de Cicreu, e tornou-se rei de Salamina; após a morte de Glauce, Télamo casou-se com Eribeia de Atenas, filha de Alcatos, com quem teve Ájax.

## Guerra de Troia
Seus filhos Ájax e Teucro participaram da Guerra de Troia. Ájax morreu na Guerra de Troia, e seu meio-irmão Teucro, filho de Télamo e Hesíone, foi impedido pelo pai de voltar para Salamina, pois havia deixado Ájax ter uma morte vergonhosa.

## Sucessores
O último rei de Salamina foi Fileu. Ele era filho de Eurysaces, filho de Ájax, ou era filho de Ájax, sendo Eurysarces outro filho de Ájax.
Fileu entregou a ilha ao atenienses, ganhando com isso a cidadania ateniense.